# آتش دل (تاج)
«آتش دل» نام تصنیفی است به آهنگسازی عبدالحسین برازنده که روی شعری از حسن صدر سالک در آواز ابوعطا ساخته شده‌است. این تصنیف را اولین بار جلال الدین تاج اصفهانی خوانده‌است.

## متن شعر
در دل آتشِ غمِ رُخَت تا که خانه کرد (در آواز تاج اصفهانی «دل در آتش غم رخت …» خوانده شده)
دیده، سیل خون به دامنم بس روانه کرد
آفتاب عمر من فرورفت و ماهم از افق چرا سر برون نکرد
هیچ صبح‌دم نشد فلق چون شفق ز خون دلِ مرا لاله‌گون نکرد
ز روی مَهَت جانا پرده برگشا
در آسمان مه را مُنفعل نما
به ماهِ رویت سوگند
که دل به مهرت پابند
به طره‌ات جان پیوند
فراق رویت یک چند
قسم به زند و پازند
به جانم آتش افکند (در آواز تاج این سه پاره‌جمله با ترتیب متفاوتی خوانده شده)
بیا نگارا جمال خود بنما
زِ رنگ و بویت خجل نما گل را
رو در طرف چمن بین بنشسته چو من
دل خون بس ز غمِ یاری غنچه دهن
گل درخشنده
چهره تابنده
غنچه در خنده
بلبل نعره زنان
هرکه جوینده
باشد یابنده
دل دارد زنده
بس کن آه و فغان
ز جور مهرویان شکوه گر سازی
به شش در محنت مهره اندازی
همچون سالک دست خود بازی
همچون سالک نقد جان بازی

## بازخوانی‌ها
- در فروردین ۱۳۵۷، علیرضا افتخاری، یکی از شاگردان تاج اصفهانی، در آلبوم آتش دل، با تنظیم مهرداد دلنوازی این ترانه را به یاد تاج اصفهانی بازخوانی کرده‌است.[۲]
- در سال ۱۳۷۹، علی اصغر شاهزیدی، یکی از شاگردان تاج اصفهانی، این ترانه را در تیتراژ سریال آتش دل بازخوانی کرده‌است.
- در ۲۹ تیر ۱۳۹۴، معین یکی از شاگردان تاج اصفهانی، ترانهٔ آتش دل را به یاد استادش با تنظیمی از کاظم عالمی بازخوانی کرد.
- سالار عقیلی نیز به صورت تک آهنگ همراه با حریر شریعت زاده این تصنیف را بازخوانی کرده‌است.
- نسخه ای از ترانه آتش دل با صدای محمد معتمدی نیز موجود است.
- پروین نیز این ترانه را بازخوانی کرده‌است.
- همچنین محسن نامجو در قطعه‌ای به نام «هفتت» از آلبوم بوسه‌های بیهوده، به نوعی این تصنیف را بازخوانی نموده است.